# 森谷秀亮
森谷 秀亮（もりや ひですけ、1897年（明治30年）5月17日 - 1986年（昭和61年））は日本の歴史学者。北海道出身。

## 略歴
北海道庁の官吏であった森谷秀一郎の長男として、北海道空知郡沼貝村（現・美唄市）に生まれる。札幌中学校、第一高等学校、東京帝国大学文学部国史学科を経て、1922年（大正11年）に三上参次の推薦で維新史料編纂官補となり、1929年（昭和4年）には編纂官に昇格した。1942年（昭和17年）には官制廃止により維新史料編纂官を免ぜられ、文部省嘱託として紀元二千六百年記念事業の一つであった日本文化大観の編纂に従事した。
1945年（昭和20年）に福島師範学校教授となり、1949年には福島大学教授、1950年には新潟大学人文学部教授に就任した。新潟大学では史学科の主任として、陣容の整備や施設の充実を図り、1951年には新潟史学会を組織した。また、新潟県の委嘱により『新潟県議会史』の編纂にも従事した。1961年に国立台湾大学の客員教授となり、翌年に帰国して文部省の教科用図書検定調査審議会委員に委嘱された。同委員を1975年に辞任するまでの間、家永三郎の歴史教科書を批判する立場に回った。
1963年（昭和38年）に新潟大学を定年退職して東京家政学院大学教授となり、1966年には駒澤大学大学院・同大学文学部教授となった。1969年には東宮御所で皇太子に明治維新史を進講した。1975年には駒澤大学を定年退職した。また、1968年から亡くなるまで、靖国神社百年史編纂に携わった。

## 著書

### 単著・共著
- 『条約改正』（岩波講座『日本歴史』所収）岩波書店、1934年
- 『明治時代史』（『綜合日本史大系』第12巻）内外書籍会社、1934年
- 『明治維新史』（『歴史教育講座』所収）四海書房、1935年
- 『皇政維新時代』（『大日本国民史』第10巻）太陽閣、1934年
- 『開国より維新へ』秋津書房　1942年
- 『明治維新』（『日本歴史　全集』第14巻）講談社、1969年
- 『靖国神社略年表』靖国神社、1973年

### 編集・校訂・解題
- 『解題』東京大学出版会〈野史台維新史料叢書 30 (維新之源・新撰組始末記其他) (日本史籍協会叢書 ; 別編 30)〉、1974年、277 -  290頁。